# Fathlul Rahman
Fathlul Rahman (sinh ngày 16 tháng 8 năm 1984) là một cầu thủ bóng đá người Indonesia hiện tại thi đấu cho PSM Makassar ở Indonesia Super League.

## Thống kê sự nghiệp câu lạc bộ
Tính đến 5 tháng 1 năm 2013.
| Thành tích câu lạc bộ | Thành tích câu lạc bộ | Thành tích câu lạc bộ | Giải vô địch | Giải vô địch | Cúp             | Cúp             | Cúp Liên đoàn | Cúp Liên đoàn | Tổng cộng | Tổng cộng |
| Mùa giải              | Câu lạc bộ            | Giải vô địch          | Số trận      | Bàn thắng    | Số trận         | Bàn thắng       | Số trận       | Bàn thắng     | Số trận   | Bàn thắng |
| Indonesia             | Indonesia             | Indonesia             | Giải vô địch | Giải vô địch | Piala Indonesia | Piala Indonesia | Cúp Liên đoàn | Cúp Liên đoàn | Tổng cộng | Tổng cộng |
| --------------------- | --------------------- | --------------------- | ------------ | ------------ | --------------- | --------------- | ------------- | ------------- | --------- | --------- |
| 2007–08               | PSM Makassar          | Liga Indonesia        | 22           | 0            | 1               | 0               | -             | -             | 23        | 0         |
| 2008–09               | PSM Makassar          | Super League          | 12           | 0            | 1               | 0               | -             | -             | 13        | 0         |
| 2009–10               | PSM Makassar          | Super League          | 31           | 0            | 6               | 0               | -             | -             | 37        | 0         |
| 2010–11               | Mitra Kukar           | Premier Division      | 16           | 0            | -               | -               | -             | -             | 16        | 0         |
| 2011–12               | Persela Lamongan      | Super League          | 29           | 1            | -               | -               | -             | -             | 29        | 1         |
| 2013                  | Barito Putera         | Super League          | 1            | 0            | 0               | 0               | -             | -             | 1         | 0         |
| Tổng cộng             | Indonesia             | Indonesia             | 111          | 1            | 8               | 0               | -             | -             | 119       | 1         |
| Tổng cộng sự nghiệp   | Tổng cộng sự nghiệp   | Tổng cộng sự nghiệp   | 111          | 1            | 8               | 0               | -             | -             | 119       | 1         |